# Григорук Наталія Миколаївна
Наталія Миколаївна Григорук (нар. 1958, тепер Богородчанського району Івано-Франківської області) — українська радянська діячка, доярка колгоспу імені Руднєва Богородчанського району Івано-Франківської області. Депутат Верховної Ради УРСР 11-го скликання.

## Біографія
Освіта середня.
З 1975 року — оператор машинного доїння корів колгоспу імені Руднєва Богородчанського району Івано-Франківської області.
Потім — на пенсії.

## Нагороди
- ордени
- медалі